# (20301) Thakur
(20301) Thakur (1998 FY99) – planetoida z pasa głównego asteroid okrążająca Słońce w ciągu 3,54 lat w średniej odległości 2,32 j.a. Odkryta 31 marca 1998 roku.